# Quarterback
En quarterback er en position i amerikansk fodbold. Udtrykket er engelsk/amerikansk og består af quart (en kvart) og back (bagved). Det skyldes at spillerpositionen er mellem halfback og forwards. 
Det er den vigtigste plads, når det gælder angrebet. Det er nemlig den spiller, der modtager bolden, når spillet sættes i gang. Quarterbacken skal lægge den målgivende eller afgørende aflevering. Han kan også vælge selv at løbe med bolden. 
Quarterbacken lægger strategien sammen med træneren, men er den spiller på banen, der vælger den løsning, han finder bedst bedst i den givne situation. 
Positionen kræver, at spilleren har såvel atletiske evner til at løbe og til at kaste langt og præcist. Samtidig skal han kunne læse spillet, kende sine medspilleres evner og træffe lynhurtige beslutninger.
Gennem hele sæsonen hviler manges øjne på quarterbacken. Så udover overlegne atletiske evner og et sublimt overblik, skal han kunne modstå det enorme pres fra publikum og seere på og udenfor banen. Quarterbacken er den mest profilerede stjerne på holdet.

## Kendte spillere
Eksempler på quarterbacks i NFL:
- Tom Brady
- Drew Brees
- Tony Romo
- Eli Manning
- Ben Roethlisberger
- Aaron Rodgers
- Cam Newton
- Andrew Luck
- Russell Wilson
- Brock Purdy
- Jameis Winston

## Eksterne links
- Amerikansk fodbold begreber
- Amerikansk fodbold regler